# Alfons de Palència
Alfons de Palència, Alfonso Fernández de Palencia, (El Burgo de Osma?, Sòria, 1423 - Sevilla, 1492), va ser un historiador, lexicògraf i humanista castellà del segle xiv.

## Biografia
Era d'origen judeoconvers, es va educar al palau del bisbe Pablo de Santa María, que anteriorment havia estat rabí de Burgos i que va ser convertit al cristianisme per sant Vicent Ferrer.
Va desplaçar-se a Itàlia i allà entrà al servei del cardenal Basilio Besarión, a Florència, fins al 1453. Estudià humanitats amb Jordi de Trebisonda a Roma. També establí relació amb Vespasiano da Bisticci.
En tornar a Castella, després d'hostatjar-se durant un temps a casa de l'arquebisbe Fonseca de Sevilla, va ser el successor el 1456 del cronista reial Juan de Mena i també va ser secretari de cartes llatines d'Enric IV. El 1468 es va declarar partidari de l'infant Alfons i intervingué en les negociacions per al casament d'Isabel amb Ferran d'Aragó. Va acabar sent el cronista oficial de la reina Isabel a partir de la seva pujada al tron el 1475.
A més de la seva tasca principal d'historiador, els nous reis li encarregaren diverses missions durant la Guerra de Successió Castellana.
Segons el mateix Alfons de Palència, la reina li va retirar el seu favor l'any 1480.

## Obra

### Cròniques
La principal obra d'Alfonso de Palencia és la monumental Gesta Hispaniensia ex annalibus suorum diebus colligentis, anomenada habitualment Décadas per tal com estava dividida en dècades. Aquesta crònica cobreix els esdeveniments des de finals del regnat de Juan II fins a 1481.
Una altra obra important de Palencia és Annals de la Guerra de Granada (en llatí) que narra els esdeveniments lligats a la Guerra de Granada fins a la presa de Baza el 1489.
Va escriure també tractats de lexicografia, com:
- Opus Synonymorum –o De sinonymis elegantibus–, que s'ocupa de l'estudi dels sinònims.
- Uniuersale Compendium Vocabulorum, diccionari que representa el primer esforç lexicogràfic en llengua castellana.
- Un Compendiolum geogràfic (nomenclator toponímic).
- Diveres epístoles llatines.

La seva tasca com traductor va ser molt important. Va traduir les Vides paral·leles de Plutarc de Queronea en un incunable editat a Sevilla el 1491 i els set llibres de La guerra jueva de Flavi Josep el 1492.

## En la ficció
El personatge d'Alfons de Palencia va ser interpretat per Nacho López en la primera temporada de la sèrie televisiva Isabel.